# Uwe Römer
Uwe Römer (* 4. dubna 1969 Frankfurt nad Odrou, Německá demokratická republika) je bývalý východoněmecký a německý sportovní šermíř, který se specializoval na šerm fleretem. Východní Německo a sjednocené Německo reprezentoval na konci osmdesátých a v devadesátých letech. Na olympijských hrách startoval v roce 1996 soutěži jednotlivců a družstev. V roce 1993 vybojoval třetí místo na mistrovství světa a na mistrovství Evropy obsadil třikrát na druhém místo (1993, 1994, 1996). S německým družstvem fleretistů vybojoval v roce 1993 titul mistrů světa a v roce 1998 titul mistrů Evropy.